# Krištanci
Krištanci je naselje u slovenskoj Općini Ljutomeru. Krištanci se nalaze u pokrajini Štajerskoj i statističkoj regiji Pomurju. 

## Stanovništvo
Prema popisu stanovništva iz 2002. godine naselje je imalo 76 stanovnika.